# Смит, Альберт Ричард
Альберт Ричард Смит (англ. Albert Richard Smith; 24 мая 1816, Чертси, Суррей — 23 мая 1860, Лондон) — британский писатель

, драматург, журналист, актёр, альпинист, юморист
.

## Биография
Сын хирурга. В 1837—1838 годах изучал медицину в Лондоне и Париже. Затем, посвятил себя журналистской карьере: писал для «Punch» и «Illustrated London News» . Был одним из самых популярных писателей своего времени и любимым юмористом.
Автор ряда книг, в том числе знаменитой «Overland Mail» 1851 года, в которой описывает своё путешествие в Константинополь, Ближний Восток и Египет.
В 1851 году совершил восхождение на Монблан в сопровождении группы и, таким образом, был одним из первых британцев, поднявшихся на эту вершину.
Театральный талант А. Р. Смита превратил это восхождение в юмористическое шоу, которое с 1852 по 1858 год посетило более полумиллиона британцев. Среди посетителей были и члены английской королевской семьи. Шоу Смита сыграло важную роль в популяризации альпинизма в Великобритании.
В 1859 году отправился в Китай, результатом стало популярное шоу. Позже Смит перенес инсульт. Весной 1860 г. заболел бронхитом и умер. Похоронен на Бромптонском кладбище Лондона.

## Избранные публикации
Романы
- The Adventures of Mr Ledbury (1842)
- The Fortunes of the Scattergood Family (1845)
- The Marchioness of Brinvilliers: The Poisoner of the Seventeenth Century (1846)
- The Struggles and Adventures of Christopher Tadpole (1848)
- The Pottleton Legacy: A Story of Town and Country (1849)
- The Adventures of Jack Holiday, with Something about His Sister (1844).

### Пьесы и шоу
- Blanche Heriot, or The Chertsey Curfew (1842)
- Aladdin (1844)
- Valentine and Orson (1844)
- Whittington and His Cat (1845)
- The Cricket on the Hearth (1845)
- The Battle of Life (1846)

### Рассказы
- The Wassail-Bowl: A Comic Christmas Sketchbook (1843)

### Юмористические произведения
- The Gent (1847)
- The Ballet Girl (1847)
- Stuck-Up' People (1847)
- The Idler upon Town (1848):
  - Flaneurs & Idlers
- The Flirt (1848).